# Agatha – Granndetektiven
Agatha – Granndetektiven (danska: Nabospionen) är en dansk-svensk animerad film från 2017 i regi av Karla Bengtsson.

## Handling
Agatha Christine, eller AC som hon kallas, drömmer om att bli privatdetektiv. En dag flyttar hon med sin mamma till ett nytt bostadsområde där hon börjar utreda en rad stölder.

## Rollista
| Roll                  | Dansk originalröst        | Svensk röst              |
| --------------------- | ------------------------- | ------------------------ |
| Agatha "AC" Christine | Simone Edemann Møgelbjerg | Ida Hedlund Stenmarck    |
| Vincent               | Oliver Bøtcher Herlevsen  | Anton Bennetter          |
| Sanna                 | Kristine Sloth            | Aurora Edvardson Berisha |
| Vincents mamma        | Anne-Grethe Bjarup Riis   | Vanna Rosenberg          |
| Varanen               | Søs Egelind               | Victor Segell            |
| Kiosk-Arne            | Tommy Kenter              | Leif Andrée              |
| Vincents pappa        | Dar Salim                 | Olle Sarri               |
| Vincents bror         | Albert Rudbeck Lindhardt  | Edvin Ryding             |
| Lillebror Bertil      | Viggo Bengtson            | Stina Ståhlgren          |
| Skejtarkille          | Harald Kaiser-Hermansen   | Love Hedlund Stenmarck   |
| Selfietjej            | Mille Lunderskov          | Nova Roberts             |
| GPS                   | Annevig Schelde Ebbe      | Hanna Hedlund            |
| Kund                  |                           | Jan Mybrand              |

- Översättare – Sharon Dyall
- Regi & inspelningstekniker – Mippe Åman
- Producent – Sebastian Theorin
- Mixtekniker – Anders Gradin
- Svensk version producerad av Cineast Dub AB[4]